# 브로스냐
브로스노 호의 용, 또는 브로스냐는 브로스노호에 산다고 전해지는 괴물로 트베리주의 브로스노 호에서 목격된다. 대부분의 사람들은 이 괴물이 네시와 유사한 생명체라고 말한다. 이 괴물이 살고 있는 최고 깊이의 호수는 43m이고 소나로 발견되었다.

## 역사

### 전설
브로스노 호에 살고 있는 이 이상하고 거대한 생명체에 대한 소문이 이미 몇세기 동안에 존재해왔다. 한가지 전설에 의하면 13세기에 노브고로드를 치러 가려고 하던 타타르-몽골 군대에게 이 괴물이 목격되었다고 전해진다. 바투 칸도 브로스노 호의 옆에서 쉬던 도중에 이 괴물을 목격했다. 기병부대가 이 호수에서 말에게 물을 먹이려고 하는 순간, 말에서 기병들이 떨어지고, 군인들과 말들이 물에서 나온 거대한 형상을 보고 겁에 질렸다. 바투 칸은 이 괴물 때문에 노브고로드로 진격을 못하고 결국 노브고로드는 몽골군의 공격을 피했다. 어부가 괴물이 거대한 입으로 어떤 것을 게걸스럽게 먹는 것을 보았다고 하는 전설도 전해진다. 연대기에서는 호수 수면 위에서 나온 이 괴물의 모습이 때때로 "모래 산"과 같다고 기록되었다. 이전에, 어떤 바랑기아인(스웨덴의 직업 군인)들이 값진 물건을 훔치고 이 호수로 온 뒤에 이곳에서 숨었다. 그러나 작은 섬으로 이들이 가려고 할 때에, 이 용이 호수에서 갑자기 튀어나왔고 작은 섬에서 이들을 잡아먹었다.
이 끔찍한 괴물은 18세기 - 19세기에 사람들의 마음을 두렵게 만들었다. 아침에 호수 수면에 나타난 거대한 생명체에 관한 소문은, 사람들이 접근할 때에 이 괴물이 물 속으로 숨었다. 

## 같이 보기
- 네스호의 괴물